# Elezioni regionali in Puglia del 1990
Le elezioni regionali in Puglia del 1990 si tennero il 6-7 maggio.

## Risultati elettorali

Ripartizione dei seggi (da sinistra a destra): Partito Comunista Italiano (10, in rosso); Partito Socialista Italiano (10, in rosa); Partito Social Democratico Italiano (2, in arancione chiaro); Federazione delle Liste Verdi (1, in verde chiaro bordato di nero); Partito Repubblicano Italiano (1, in verde); Democrazia Cristiana (22, in bianco); Partito Liberale Italiano (1, in blu); Movimento Sociale Italiano-Destra Nazionale (3, in nero).

| Liste                                                  | Voti      | %     | Seggi |
| ------------------------------------------------------ | --------- | ----- | ----- |
| Democrazia Cristiana (DC)                              | 978.734   | 40,70 | 22    |
| Partito Socialista Italiano (PSI)                      | 474.404   | 19,73 | 10    |
| Partito Comunista Italiano (PCI)                       | 449.969   | 18,71 | 10    |
| Movimento Sociale Italiano - Destra Nazionale (MSI-DN) | 149.707   | 6,23  | 3     |
| Partito Socialista Democratico Italiano (PSDI)         | 104.055   | 4,33  | 2     |
| Partito Repubblicano Italiano (PRI)                    | 71.554    | 2,98  | 1     |
| Lista Verde (LV)                                       | 53.232    | 2,21  | 1     |
| Partito Liberale Italiano (PLI)                        | 52.871    | 2,20  | 1     |
| Verdi Arcobaleno (VA)                                  | 27.253    | 1,13  | -     |
| Democrazia Proletaria (DP)                             | 19.032    | 0,79  | -     |
| Antiproibizionisti sulla Droga                         | 17.989    | 0,75  | -     |
| Lega Sud Puglia                                        | 6.072     | 0,25  | -     |
| Totale                                                 | 2.404.872 |       | 50    |

| Riepilogo dei seggi | Riepilogo dei seggi | Riepilogo dei seggi | Riepilogo dei seggi | Riepilogo dei seggi | Riepilogo dei seggi | Riepilogo dei seggi |
| ------------------- | ------------------- | ------------------- | ------------------- | ------------------- | ------------------- | ------------------- |
|                     |                     |                     |                     |                     |                     |                     |
| PCI                 | 10                  | ▼ 3                 |                     | PSI                 | 10                  | ▲ 2                 |
| PSDI                | 2                   | ━                   |                     | LV                  | 1                   | ▲ 1                 |
| PRI                 | 1                   | ━                   |                     | DC                  | 22                  | ▲ 2                 |
| PLI                 | 1                   | ━                   |                     | MSI-DN              | 3                   | ▼ 2                 |